# Archieparquía de Basora y el Sur
La archieparquía de Basora y el Sur (en latín: Archieparchia Basrensis Chaldaeorum y en árabe: البصرة واجلنوب‎) es una circunscripción eclesiástica de la Iglesia católica en Irak. Se trata de una archieparquía caldea inmediatamente sujeta al patriarcado de Bagdad de los caldeos. Desde el 11 de enero de 2014 su archieparca es Habib Al-Naufali.

## Territorio y organización

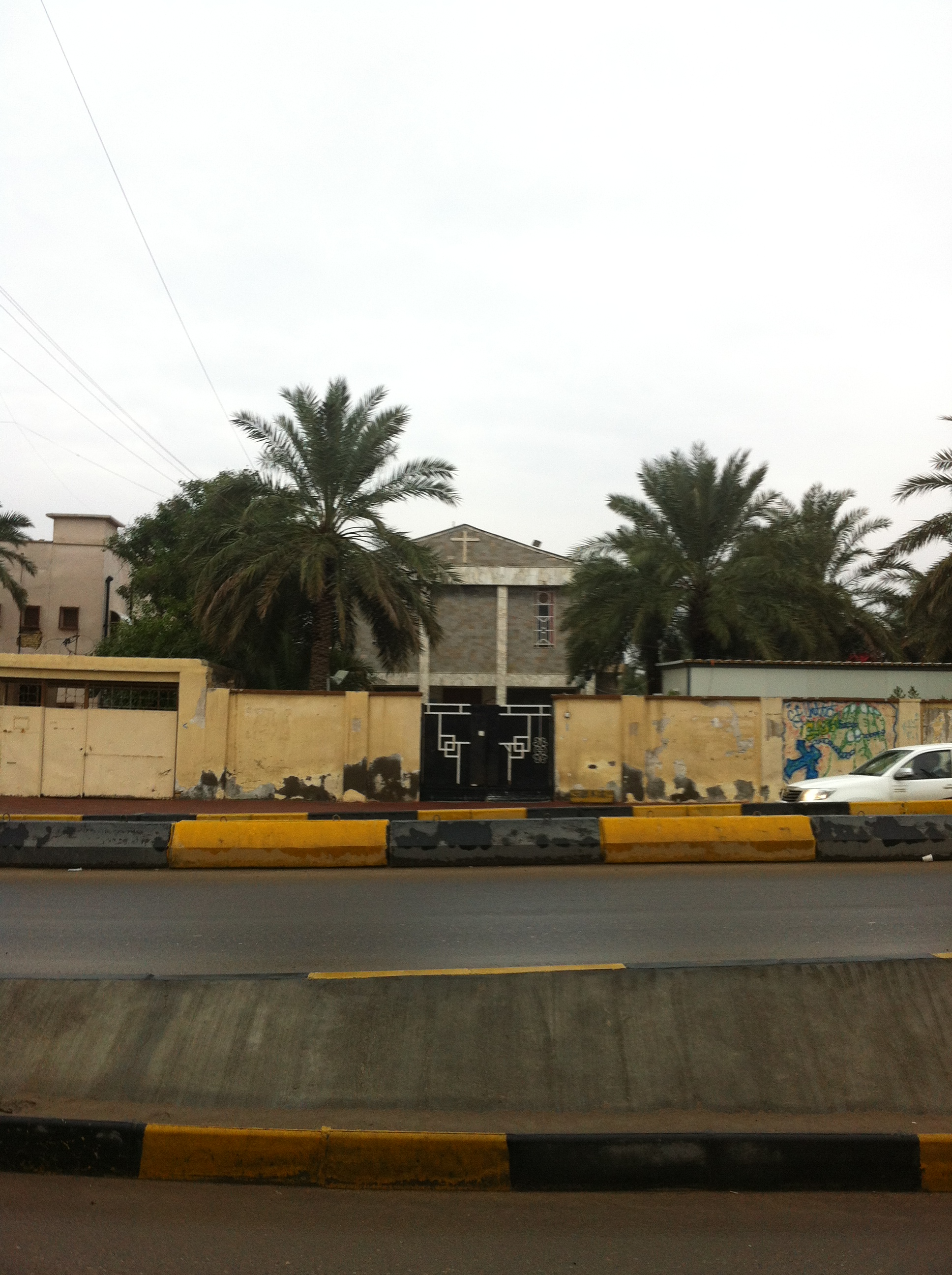
Una iglesia católica caldea en Basora, en 2014

La archieparquía extiende su jurisdicción sobre los fieles católicos de rito caldeo residentes en 4 gobernaciones: Basora, Mesena (ex Amara), Wasit (ex Kut) y Di Car (ex Montefiq).
La archieparquía se encuentra dentro del territorio propio del patriarcado de Bagdad de los caldeos.
La sede de la archieparquía se encuentra en la ciudad de Basora, en donde se halla la Catedral de la Virgen María.
En 2020 en la archieparquía existían 2 parroquias:
- Catedral de la Virgen María, en Basora
- Iglesia de la Virgen María, Madre de los Dolores, en Amara

Las demás iglesias de la archieparquía son:
- Iglesia de San Efraín, en Basora (inmediata a la sede archiepiscopal)
- Iglesia de San José, en Basora (en espera de reconstrucción)
- Iglesia de Santo Tomás, en Basora (abandonada, en espera de reconstrucción)
- Iglesia de Nuestra Señora de la Anunciación, en Basora (transformada en un jardín de infantes)
- Iglesia de San Pío, en Basora (en espera de reconstrucción)
- Iglesia de la Inmaculada Concepción de la Virgen María, en Basora (abandonada)

## Historia
La diócesis de Perat-Maishan (nombre persa del distrito antecesor preislámico de Basora) fue erigida en 280. Fue desde la región de Perat-Maishan en donde tuvo lugar la exportación del cristianismo siguiendo las rutas comerciales marítimas a través del golfo pérsico hasta el sur de la India. Hubo cuatro obispos conocidos de esta sede que estaban en comunión con los demás cristianos, hasta el sínodo de Beth Lapat de 484, que es el origen de la Iglesia del Oriente, comúnmente llamada nestoriana. El primero fue David, quien, según la Crónica de Seert, dejó su sede alrededor de 285 y fue a evangelizar a la India. El segundo fue Yohannan, mencionado en 315. Milis y Zabda estuvieron presentes en el sínodo de 410, y Zabda también fue confirmado como arzobispo metropolitano en otro sínodo en 424. Es probable que la emigración que dio origen a los cristianos de Santo Tomás en la India en el siglo IV fue por la ruta marítima desde el sur de la Mesopotamia.
En el Concilio de Seleucia-Ctesifonte (o de Isaak) en 410 se convirtió en la sede metropolitana de la provincia de Maishan, incluyendo el curso inferior de los ríos Tigris y Éufrates. El metropolitano de Perat-Maishan tenía jurisdicción sobre las diócesis en el área del golfo pérsico que incluía la región iraní de Juzistán, y además Catar y Omán. Inicialmente tenía dos diócesis sufragáneas, Karka de Maishan y Nahr al-Mara (Rima), a las que se agregó Nahargur en el siglo IX. No hay más noticias de ellas y sus obispos después del siglo XIII, por lo que el metropolitanato fue suprimido circa 1200. La ciudad de Basora fue fundada a principios de la era islámica en 636, cuando el Imperio sasánida fue conquistado por los árabes musulmanes del Califato ortodoxo. El Califato abasí destruyó las iglesias de Basora en la primera y cuarta décadas del siglo IX, aunque luego fueron reconstruidas, pero el cristianismo disminuyó grandemente en la región. En 923 los karmacianos y en 1258 los mongoles saquearon Basora y en 1546 fue ocupada por el Imperio otomano, al que perteneció hasta la ocupación británica de 1914.
En 1867 Basora tenía 1500 fieles caldeos a cargo de un sacerdote. En 1860 los católicos malabares de India enviaron una delegación a Mosul para pedir al patriarca caldeo que les consagrara un obispo de su propio rito. A pesar de las protestas del delegado apostólico en Mosul, Henri Amanton, el patriarca José VI Audo creó la pequeña arquidiócesis de Basora, el 23 de septiembre de 1860 consagró a Thomas Rokos como su obispo y lo envió a visitar a los cristianos malabares, lo cual provocó una crisis con la Santa Sede que se resolvió en 1861 con la sumisión del patriarca. Rokos, que había sido excomulgado por orden de la Santa Sede por el vicario apostólico de Verapoly a su llegada a la India, regresó sin éxito a Bagdad en junio de 1862 y no pudo ocupar la diócesis de Basora.
Al fallecer el obispo Rokos en 1888 fue creada la sede titular archiepiscopal de Perat-Maishan y nombrado como su arzobispo a Yaqob Mikhail Namo, quien ocupó el cargo de vicario patriarcal en Bagdad, pero en 1895 fue suprimida al fallecer Namo. Basora fue administrada desde 1887 a 1892 por el vicario patriarcal Yaqob Yohannan Sahhar, cuando fue nombrado obispo de Aqrah. Lo sucedió Israel Audo, hasta que fue designado metropolitano de Mardin en 1910. En 1896 la archieparquía de Basora administrada por el patriarca por medio de un vicario patriarcal tenía 3000 fieles y además de la parroquia de Basora (con una iglesia) la diócesis tenía estaciones misioneras en Amara (con una capilla), Naseriya, Kut y Ashshar (que luego fue vicariato patriarcal). Entre 1921 y 1927 fue vicario patriarcal Yaqob Awgin Manna. 
La iglesia católica caldea de Santo Tomás fue construida en Basora en 1886 y la catedral de la Virgen María se inició en 1907.
La archieparquía católica fue erigida el 17 de enero de 1954 mediante la bula Christi Ecclesia del papa Pío XII, separando territorio de la archieparquía de Bagdad.

Civiles provincias quibus sunt indita nomina: Bassorah, Amarah, Kut, Montefiq a Patriarchali dioecesi Babylonensi Chaldaeorum separamus ab eiusque iurisdictione solvimus; ex quibus novam archidioecesim constituimus, Basrensein Chaldaeorum appellandam. Huius Ecclesiae Antistes domicilium in urbe Bassora collocavit; cathedram vero suae iurisdictionis in templo beatae Mariae nulla peccati labe conceptae statuet, in vico Ashar, quod ad cathedralis templi decorem extollimus. Sive Archiepiscopus sive archidioecesis Basrensis Chaldaeorum obnoxii erunt venerabili Fratri Patriarchae Babylonensi Chaldaeorum eiusque Ecclesiae.

Después de la primera y segunda guerra del Golfo, la presencia cristiana y, en particular, la presencia católica caldea en la ciudad se ha reducido considerablemente.
En 2015 el museo diocesano, el primer museo cristiano en el sur de Irak, fue inaugurado en las instalaciones de la archieparquía. En 2019 la catedral de la Virgen María fue reabierta para el culto después de décadas de abandono.

## Estadísticas
Según el Anuario Pontificio 2021 la archieparquía tenía a fines de 2020 un total de 900 fieles bautizados.
| Año                                                                             | Población            | Población | Población      | Sacerdotes | Sacerdotes    | Sacerdotes    | Bautizados por sacerdote | Diáconos permanentes | Religiosos | Religiosos | Parroquias |
| Año                                                                             | Bautizados católicos | Total     | % de católicos | Total      | Clero secular | Clero regular | Bautizados por sacerdote | Diáconos permanentes | Varones    | Mujeres    | Parroquias |
| ------------------------------------------------------------------------------- | -------------------- | --------- | -------------- | ---------- | ------------- | ------------- | ------------------------ | -------------------- | ---------- | ---------- | ---------- |
| 1959                                                                            | 82 000               | 1 338 225 | 6.1            | 4          | 3             | 1             | 20 500                   |                      |            | 4          | 7          |
| 1969                                                                            | 9285                 | 2 124 931 | 0.4            | 15         | 13            | 2             | 619                      |                      | 2          | 15         | 6          |
| 1980                                                                            | 6700                 | ?         | ?              | 2          | 2             |               | 3350                     |                      |            | 8          | 10         |
| 1990                                                                            | 4500                 | ?         | ?              | 2          | 1             | 1             | 2250                     |                      | 1          | 2          | 6          |
| 1999                                                                            | 2600                 | ?         | ?              | 1          | 1             |               | 2600                     | 2                    |            | 3          | 3          |
| 2001                                                                            | 2500                 | ?         | ?              | 1          | 1             |               | 2500                     | 2                    |            | 3          | 3          |
| 2002                                                                            | 2500                 | ?         | ?              | 1          | 1             |               | 2500                     | 2                    |            | 3          | 3          |
| 2003                                                                            | 2500                 | ?         | ?              | 2          | 2             |               | 1250                     | 2                    |            | 3          | 3          |
| 2004                                                                            | 2500                 | ?         | ?              | 1          | 1             |               | 2500                     | 2                    |            | 2          | 3          |
| 2006                                                                            | 2600                 | ?         | ?              | 1          | 1             |               | 2600                     | 8                    |            | 3          | 3          |
| 2007                                                                            | 1000                 | ?         | ?              | 1          | 1             |               | 1000                     | 9                    |            | 7          | 4          |
| 2012                                                                            | 850                  | ?         | ?              | 1          | 1             |               | 850                      | 1                    |            | 7          | 1          |
| 2015                                                                            | 800                  | ?         | ?              | 1          | 1             |               | 800                      |                      |            |            | 2          |
| 2018                                                                            | 1000                 |           |                | 2          | 2             |               | 500                      |                      |            | 4          | 2          |
| 2020                                                                            | 900                  | ?         | ?              | 1          | 1             |               | 900                      |                      |            |            | 2          |
| Fuente: Catholic-Hierarchy, que a su vez toma los datos del Anuario Pontificio. |                      |           |                |            |               |               |                          |                      |            |            |            |

## Episcopologio

### Obispos de Perat-Maishan
- David (?-285)
- Yohannan (315?-?)

### Arzobispos metropolitanos de Perat-Maishan
- Milis (410?-?)
- Zabda (424-?)

### Arzobispos de Basora
- Thomas Rokos (12 de septiembre de 1860-1885)

### Arzobispos titulares de Perat-Maishan
- Yaqob Mikhail Namo (27 de abril de 1888-1895 falleció)

### Vicarios patriarcales de Basora
- Yaqob Yohannan Sahhar (1887-1892)
- Israel Audo (1892-1910)

(...)
- Yaqob Awgin Manna (1921-15 de febrero de 1928 falleció)

(...)

### Archieparcas de Basora
- Joseph Gogué † (8 de febrero de 1954-15 de enero de 1971 falleció)
- Gabriel Ganni † (15 de enero de 1971 por sucesión-10 de noviembre de 1981 falleció)
- Stéphane Katchou † (10 de noviembre de 1981 por sucesión-29 de noviembre de 1983 nombrado archieparca a título personal de Zakho)
- Yousif Thomas † (29 de noviembre de 1983-22 de diciembre de 1999 falleció)
- Djibrail Kassab (24 de octubre de 1995-21 de octubre de 2006 nombrado archieparca a título personal de Santo Tomás el Apóstol en Sídney)
  - Sede vacante (2006-2014)[nota 2]
- Habib Al-Naufali, desde el 11 de enero de 2014[9]